# Herb gminy Nîmes

Herb Nîmes

Herb Nîmes przedstawia w czerwonym polu złotą palmę i uwiązanego do niej krokodyla. 
Historia herbu sięga roku 31 p.n.e., kiedy to  flota Oktawiana pod dowództwem Agryppy zwyciężyła pod Akcjum flotę Marka Antoniusza i Kleopatry. Dla uczczenia tego wydarzenia monety bite w Nîmes przedstawiały krokodyla uwiązanego do palmy i wieniec laurowy oraz skrót COL NEM. Herb został zatwierdzony w 1535 przez króla Franciszka I. W roku 1986 herb został przeprojektowany przez Philippe Starcka.